# Eumenes III
Eumenes III (en griego antiguo: Εὐμένης Γʹ), originalmente llamado Aristónico (en griego antiguo: Ἀριστόνικος. Aristonikos), fue un pretendiente al trono de Pérgamo.

## Biografía
Cuando el último rey de Pérgamo, Átalo III, murió en el 133 a. C. legó su reino a los romanos. Tanto las razones de su muerte como su extraño testamento están rodeados de múltiples cuestiones y dudas.
Ante la tardanza romana en hacer valer sus derechos sobre Pérgamo, Aristónico, hijo ilegítimo de un anterior rey de Pérgamo, Eumenes II, aprovechó el vacío de poder para reclamar el trono, tomando el nombre dinástico de Eumenes III. Cabe aquí recordar que tanto Átalo III como Eumenes III eran ambos hijos de Eumenes II.
En un primer momento parece que las pretensiones de Eumenes III tuvieron éxito: la flota pergamenea se puso mayoritariamente de su parte, al igual que las colonias del interior del país, formadas en su mayoría por veteranos del ejército atálida a los que se les habían concedido tierras a cambio de servicio militar. Únicamente la capital de Pérgamo y aparentemente tras serias tensiones. Ello viene reflejado en el edicto de la ciudad en el que se retira la ciudadanía y se embargan los bienes a todos aquellos que hicieran causa común con Eumenes III. Además, y no menos importante, Eumenes III consiguió poner las manos en el tesoro de Pérgamo, uno de los más importantes de Asia Menor por aquel momento. 
Roma, en un momento fuertemente expansionista, decidió tomar una posición más activa en el tema. Pérgamo representaba una cabeza de puente en Asia Menor, al igual que la posibilidad de hacerse con un fabuloso tesoro en plata (las "attalicas gazas"). 
Su primer paso fue el convencer a la flota efesia para que combatiera contra la pergamenea. Los efesios conseguirían su victoria en la batalla de Cime, lo que supondría el cierre efectivo de las costas del reino y facilitaría la llegada del cónsul del 131 a. C.,  Licinio Craso. Los romanos encabezarían una coalición de reinos del Asia Menor que ofrecieron su ayuda militar a fin de participar en el fin del reino de Pérgamo. Destacan entre ellos Bitinia, Paflagonia, Ponto y Capadocia. 
Por su parte Eumenes III hace su llamada a los heliopolitas. Para algunos autores fue un intento desesperado para conseguir ayuda con la promesa de la libertad para esclavos y siervos. Por esas razones, en la historiografía, basándose únicamente en fuentes romanas, no se aclara hasta qué punto fue un revolucionario social o simplemente un contendiente dinástico por el trono. A ello hay que añadir la llegada de Cayo Blosio, un estoico que también había apoyado a Tiberio Sempronio Graco y huido de Roma tras la muerte de los hermanos. Aparentemente fue Blosio de Cumas quien se encuentra tras la teoría que prometía fundar un estado en Misia llamado Heliópolis, la “ciudad del sol”, en el que todos serían libres. Podemos intentar reconstruir su ideología basándonos en dos hechos: su influencia sobre los hermanos Graco como mentor, y la implementación de la famosa Reforma Agraria; por otro lado su pertenencia al templo de Apolo en Cumas y por tanto su relación con Mitra, lo cual implica la relación entre el símbolo del sol (ambos representando Apolo Helios/ Mitra) y su implantación entre las tropas (ambos dioses con fuerte implantación entre los soldados de la época). De ahí la dualidad de lectura en relación con la llamada a los heliopolitas como llamada a la libertad de los esclavos o a los soldados-colonos del interior de Asia Menor. 
El cónsul Licinio Craso se enfrentaría finalmente a Eumenes III en la batalla de Leucas, donde su ejército sería derrotado y él muerto a manos de un mercenario tracio.  
El cónsul romano del 130 a. C., Marco Perperna, no buscaría de nuevo la batalla campal, sino que iría tomando las ciudades del reino una a una: Aso, Tiatira y, finalmente, Estratonicea del Caico, donde Eumenes III sería capturado. Tras su derrota, participó como prisionero en el desfile triunfal en Roma y luego fue ejecutado por estrangulamiento estando en prisión. El Reino de Pérgamo sería posteriormente reorganizado en la provincia romana de Asia.
| Precedido por: Átalo III | Rey de Pérgamo (Dinastía Atálida) 132 a. C.-129 a. C. | Sucedido por: Conquista romana (Provincia romana de Asia) |